# AN/PVS-7
AN/PVS-7 (англ. Army/Navy Portable Visual Search) — портативный псевдобинокулярный прибор ночного видения разработки американских компаний ITT и Litton Industries. Создавался для замены устаревшего прибора AN/PVS-5 времен войны во Вьетнаме, используется с начала 1980-х годов. Известно о существовании не менее четырёх версий под обозначениями латинскими литерами от "A" до "D".

## Конструкция
Конструкция последних версий прибора построена на ЭОП третьего поколения. На модификациях AN/PVS-7B и AN/PVS-7D предусмотрены средства активной подсветки в виде встроенного ИК-диода для действий в условиях замкнутого пространства (в помещениях и т.п.). Имеется автоматическая защита от засветки и возможность использовать прибор закреплённым на боевом шлеме.

## Тактико-технические характеристики
В ночных условиях при свете звёзд прибор обеспечивает уверенное обнаружение целей на расстоянии 300 метров и их распознавание на расстоянии 200 метров.
Масса, кг — 0,680
Спектральный диапазон, мкм — 0,9
Разрешение, линий на мм — более 64
Режим работы — пассивный и активный
Угол обзора, град. — 40
Дальность обнаружения при звёздном свете, м — 325
Дальность распознавания при звёздном свете, м — 225
Кратность увеличения — 1×
Поколение ЭОП — III либо III+
Фокусное расстояние, мм — 200 до бесконечности
Диоптрийная коррекция окуляра, +/-D — +2/-6
Тип питания — 2 элемента AA
Время работы от одного комплекта батарей до 80 часов
Температурный диапазон применения, град — −51 °C / +49 °C
Температурный диапазон хранения, град — −51 °C / +85 °C